# Placas de identificação de veículos na França

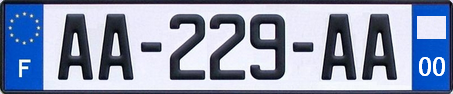
Placa francesa no modelo adotado em 2009, com o código de departamento fictício 00): o logotipo regional fica no canto superior direito e o código numérico do departamento imediatamente abaixo.

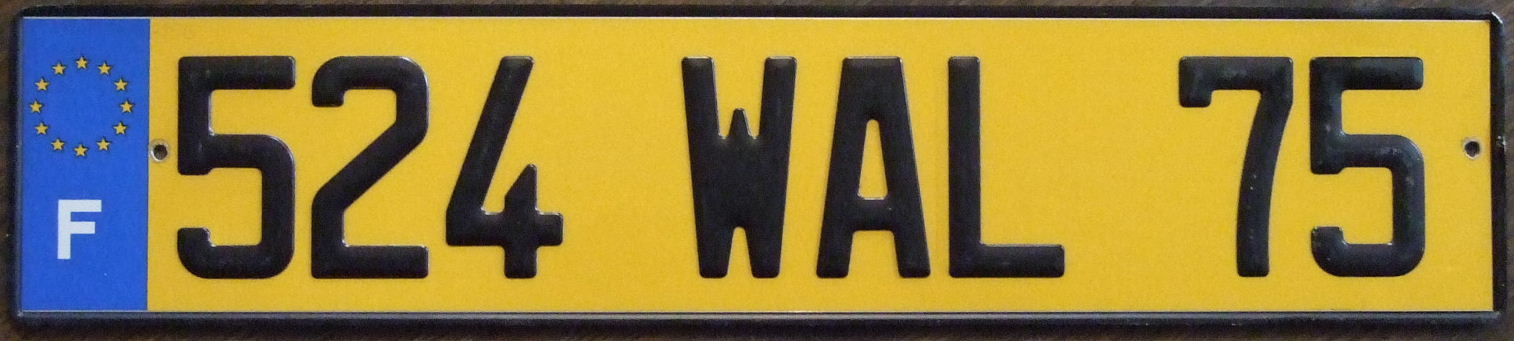
Placa francesa traseira anterior a 2009, tendo à direita o código numérico de Paris (75).

As placas de identificação de veículos em França  são os modelos usados nesse país-membro da União Europeia, em uso desde o início do século XX. Em francês, as placas são chamadas plaques d'immatriculation ou plaques minéralogiques. A última faz referência à administração nacional das minas, responsável pela emissão das placas no início do século XX.
Desde 1901, vários sistemas se sucederam, tendo o mais recente sido introduzido em 2009, no modelo AB-123-CD, composto por uma série de sete caracteres alfanuméricos: duas letras, três números e duas letras (o mesmo formato foi introduzido na Argentina em 2016). Este formato é registrado nacionalmente e permanece atrelado ao veículo de seu primeiro registro até seu destino final.
Os veículos registrados antes de 2009 ainda podem utilizar o antigo formato, que com ligeiras mudanças, valeu a partir de 1950, se o proprietário não tiver se mudado para um departamento diferente desde 2009 desde então. Diferentemente do novo sistema, o formato de 1950 é geográfico. Nele, as placas tinham de ser mudadas sempre que o proprietário do veículo se mudasse para um departamento distinto ou o veículo fosse vendido para um residente de outro departamento. O formato era variável: com séries numéricas de um a quatro dígitos, uma a três letras e um código de dois, três ou alfanumérico indicando o departamento de registro do veículo.

## Sistema corrente

### SIV

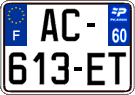
Uma placa de duas linhas com código numérico do departamento de Oise (60) e o logo da região da Picardia.

Chamado système d'immatriculation des véhicules ("sistema de matrícula de veículos"), abreviado para SIV, foi adotado na França em 2009 (a partir de 15 de abril para os veículos novos e a partir de 15 de outubro para os demais veículos). Foi inspirado no sistema "AA-111-AA" adotado na Itália em 1994. Sob esse esquema, as placas são permanentes e não precisam ser trocadas, mesmo que o veículo mude de propriedade ou se mude de região.
O sistema SIV foi adotado para facilitar o registro de veículos e a fiscalização de trânsito manual e eletrônica no nível nacional. A base SIV pode ser cotejada com outros sistemas de dados. A substituição se deu também porque o sistema anterior já apresentava problemas com falta de combinações.
Em função de dificuldades na economia do país a introdução do sistema foi adiada de janeiro de 2009 para 15 de abril do mesmo para todos os veículos novos. A adoção completa do sistema, incluindo todos os demais veículos em função de dificuldades no sistema eletrônico no novo sistema.

### Cores e dimensões

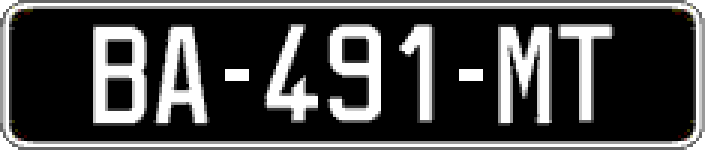
Placas pretas são autorizadas em veículos de coleção

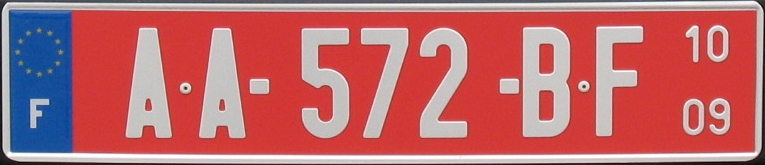
Modelo especial de placa de trânsito com a data de vencimento à direita (outubro de 2009)

Placas de veículos emitidas após de 2009 devem estar de acordo conforme a Ordem de 9 de fevereiro de 2009 (Arrêté du 9 février 2009). Devem ser de material refletivo, brancas na dianteira e na traseira, com caracteres pretos não refletivos. Os caracteres podem estar dispostos em uma ou duas linhas. O tamanho padrão é de 520 mm × 110 mm ou de 520 mm × 120 mm se incluir a parte horizontal para informações sobre a concessionária que vendeu o veículo. O lado esquerdo das placas deve conter uma eurobanda azul com a letra F (de França) com as estrelas da Bandeira da União Europeia. Uma banda similar deve estar presente à direita das placas para indicar o código numérico do departamento e o logotipo da região na qual o departamento se localiza.
A posição dos caracteres está regulamentada mas não há fonte tipográfica oficial, ainda que a lei prescreva certas características: os caracteres devem ser sem serifa, monoespaçados e sem quaisquer aberturas nos caracteres fechados.
Em alguns casos, as cores podem variar. Veículos de coleção podem ter placas pretas com caracteres prateados ou brancos e sem as bandas azuis laterais. Veículos em trânsito no território francês devem ter uma placa vermelha com caracteres brancos, com o lado esquerdo exibindo a data de validade do registro. Veículos comprados nas zonas francas de Gex e da Saboia também possuem placas vermelhas, mas com o código regional. Veículos diplomáticos podem ter placas verdes com caracteres laranja ou brancos. Veículos de propriedade das Forças Armadas da França e o pessoal civil situado na Alemanha possuem um placa azul com caracteres brancos. Motocicletas e ciclomotores utilizam somente a placa traseira, com as mesmas cores e no mesmo esquema das demais placas.

### Numeração

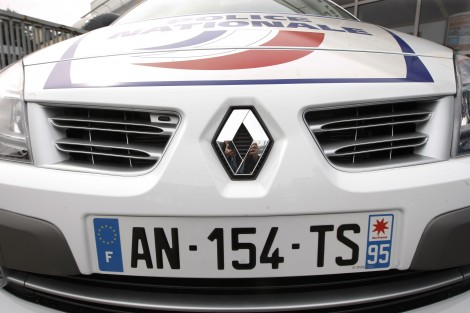
Uma placa de um veículo de polícia com o código numérico de Val-d'Oise (95) e o logotipo da região de Île-de-France.

No sistema SIV as placas veiculares possuem sete caracteres alfanuméricos: duas letras, um traço, três números, um traço e duas letras, no formato AB-123-CD. O sistema é nacional e sequencial, o que permite a identificação cronológica da época do registro. O primeiro veículo registrado no sistema SIV recebeu as placas AA-001-AA: a segunda AA-002-AA, a terceira, AA-003-AA. O sistema chegará ao esgotamento com ZZ-999-ZZ, algo previsto para acontecer após várias décadas.
A evolução do sistema se dá da seguinte forma:
- AA-001-AA a AA-999-AA (primeiro os numerais);
- AA-001-AB a AA-999-AZ (depois a última letra à direita);
- AA-001-BA a AA-999-ZZ (então vem a primeira letra à direita);
- AB-001-AA a AZ-999-ZZ (depois a última letra à esquerda);
- BA-001-AA a ZZ-999-ZZ (e por fim a primeira letra à esquerda).

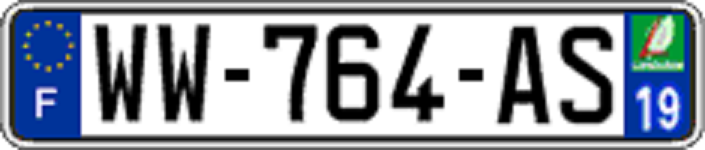
Uma placa veicular temporária, iniciada com WW, com o código numérico de Corrèze (19) e o logotipo da região de Limousin.

O formato SIV permite {\displaystyle ((23\times 23)-2)\times 999\times ((23\times 23)-1)}, equivalente a 27 797 774 combinações possíveis. O valor exclui três letras que não são usadas: I, O e U, uma vez que estas podem ser confundidas com 1, 0 e V, respectivamente. Também exclui a combinação SS, referência à presença das Schutzstaffel durante a ocupação da França pela Alemanha nazista e WW no primeiro grupo alfabético, em função de seu uso reservado às placas temporárias. Anteriormente, outras combinações de letras foram evitadas em função de sua sonoridade vulgar ou constrangedora aos francófonos, tais como KK PD PQ QQ WC, mas não houve impedimento a elas no sistema SIV.
O sistema SIV não reserva placas especiais para veículos oficiais ou pertencentes ao governo, à polícia, ao exército ou a qualquer outra organização que possuísse placas distintas no sistema anterior, de modo que os veículos pertencentes a essas organizações usam placas regulares.

### Códigos regionais
Em função de ser nacional, o SIV não emprega os códigos geográficos regionais do sistema anterior como parte da identificação veicular tal como ocorria nos sistemas anteriores. Inicialmente, não fora prevista nas placas a exibição dos códigos dos departamentos da França nas novas placas. Em função disso, o novo formato encontrou forte oposição. Parlamentares da situação e da oposição fizeram lobby na Assembleia Nacional para manter essa característica, julgada como parte da identidade nacional. Em 2008, vários meses antes da implantação do sistema SIV, o ministro do Interior francês reconheceu a ligação que os franceses tinham com seus departamentos e regiões e decidiram adicionar uma faixa azul à direita da placa para exibir os códigos numéricos departamentais. Em função de esse sistema não ser usado para finalidades administrativas, os proprietários de veículos podem escolher o código de departamento que desejaram, não importa onde residam. O código deve ser exibido juntamente com o logotipo da região correspondente. É proibido exibir o logotipo de uma região que não corresponda ao departamento exibido. O código de departamento pode ser mudado quantas vezes for desejado, sem qualquer mudança nos dados do registro.
Os códigos numéricos de departamento também são usados para finalidades estatísticas e postais. Via de regra, eles contêm dois dígitos, tais como 05 para Altos Alpes ou 67 para Baixo Reno. Entretanto, há exceções. Os dois departamentos da ilha da Córsega, Córsenga do Sul e Alta Córsega, usam 2A e 2B em função de serem subdivisões criadas em 1976, quando o antigo departamento da Córsega (que utilizava o código 20) foi dividido em dois. Os departamentos de ultramar possuem códigos com três dígitos, iniciados com 97, que originalmente era o código único para todos eles. Por exemplo, o código de Guadalupe é 971, o da Martinica é 972 e o da Guiana Francesa é 973. Pouco antes da introdução do sistema, as regiões da França tiveram a oportunidade de escolher qual símbolo as representaria nas placas veiculares. A grande maioria escolheu seus logotipos; exceto a Alsácia, que optou por seu brasão de armas; e a Bretanha e a Córsega, que optaram por suas bandeiras.

## Sistema anterior

### FNI

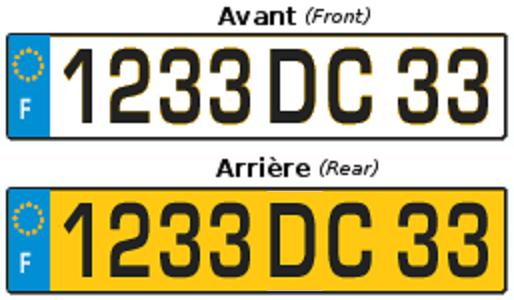
Placas veiculares francesas até 2009

Antes da introdução do modelo corrente em 2009, os veículos franceses foram registrados pelo sistema denominado FNI (Fichier National des Immatriculations, "Arquivo Nacional de Registros Veiculares/Matrículas"). O sistema foi adotado em 1950 e modificado várias vezes em função de sua longa duração. Os proprietários de veículos tinham de registrar novamente seus veículos se se mudassem permanentemente para outro departamento. Havia uma taxa anual, denominada vignette, cuja alíquota variava conforme o departamento. Esta taxa agora existe somente para veículos de propriedade de pessoas jurídicas, tendo deixado de ser relevante para saber no ato o departamento de registro do veículo. Além disso, o desenvolvimento da informática permitiu que uma grande e única base nacional pudesse ser mantida sem a necessidade sem compartimentação no nível local. Um efeito colateral do sistema de taxação veicular foi que muitas empresas passaram a registrar seus veículos em departamentos como Oise (60), que cobravam alíquotas menores. Nova legislação com o objetivo de impedir tais esquemas foi passada em 1999.

### Cores e dimensões

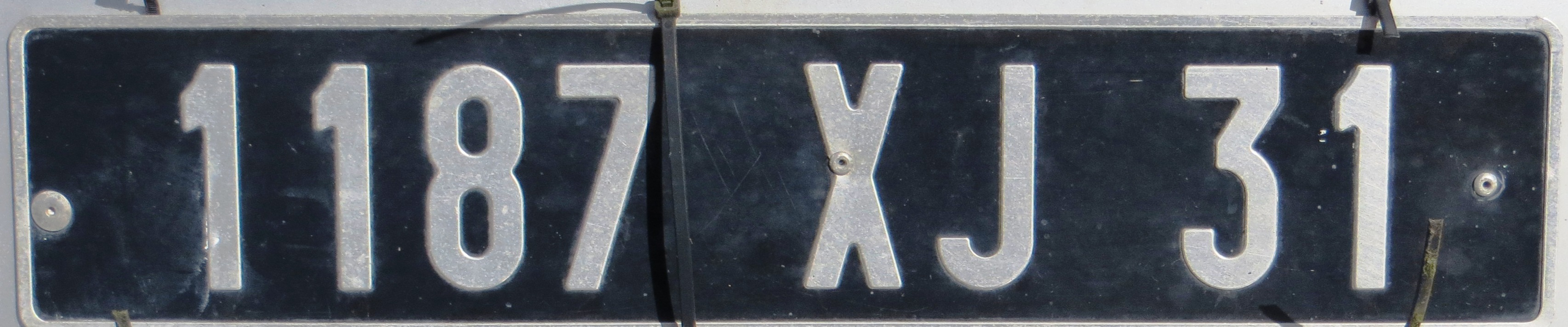
Uma placa francesa na cor preta - do padrão anterior a 1993 - registrada em Alto Garona (31).

Assim como no sistema SIV, as placas registradas pelo sistema FNI atendiam a várias características definidas por lei, no que dizia respeito ao tamanho, ao formato, às cores, a fonte tipográfica e o material. Da adoção do formato em 1950 à sua extinção em 2009, várias leis modificaram características das placas: por exemplo, a eurobanda com as estrelas da Bandeira da União Europeia e a letra F foram introduzidas em 1998 e se tornaram compulsórias em placas emitidas a partir de 2004. Inicialmente, as placas eram pretas com caracteres brancos ou prateados. Placas refletivas foram introduzidas em 1963 mas só se tornaram obrigatórias em 1993. A partir de então, as placas dianteiras tinham de ser brancas e as traseiras, amarelas, até 2007, quando foi permitido que as placas traseiras também pudessem ser brancas.

### Numeração
O formato FNI era sequencial e cronológico, tal como o SIV. Também era regional, o que significa que as sequências seguiam de forma independente em cada departamento. As placas veiculares continham de quatro a oito caracteres alfanuméricos, divididos em três partes por espaços. O primeiro espaço podia ser omitido em placas emitidas após 1996.
- Primeira parte: um a quatro dígitos (1 - 1234);
- Segunda parte: uma a três letras (A - ABC);
- Terceira parte: o código do departamento.

A numeração seguia dessa forma: primeiro os números, começando de 1 até que atingissem 999. Em seguida, as letras avançavam. O primeiro carro registrado em Paris teve a placas 1 A 75; o segundo, 2 A 75. Quando se atingiu 999 A 75, o veículo seguinte foi 1 B 75. O formato teria chegado à exaustão de combinações caso se chegasse à combinação 999 ZZZ 75.
A cronologia a seguir resume o esquema de numeração. A maioria dos departamentos escolheu ter quatro dígitos em suas placas, de forma a ter mais combinações disponíveis. O 00 no final exemplifica a posição do código geográfico.
- 1 A 00 a 999 Z 00;
- 1 AA 00 a 999 PZ 00;
- 1 QA 00 a 9999 ZZ 00;
- 11 AAA 00 a 999 ZZZ 00.

Números idênticos aos códigos de departamento (como por exemplo 24 VQ 24) não foram usados a partir de 1976. Assim como no sistema SIV system, as letras I e O nunca foram usadas para evitar potenciais confusões com outros caracteres. A letra U também foi excluída em 1984, mas alguns departamentos continuaram a emitir placas com essa letra até 1991. A letra O foi utilizada excepcionalmente utilizada em veículos oficiais durante os Jogos Olímpicos de Inverno de 1992 em Albertville. Tais veículos possuíam placas com valores entre 1 JO 73 e 9999 JO 73. "JO" significa Jeux olympiques enquanto 73 é o código do departamento de Savoie, onde ocorreram os Jogos. As combinações MMM MMW MWM MWW deixaram de ser emitidas em 1994 por exigirem muito espaço nas placas.

## História

### Primeiras tentativas
A primeira tentativa de registrar veículos na França é datada do século XVIII. Em 1749, um oficial da Marechaussée de Paris sugeriu um sistema de identificação ao rei Luís XV. Sua ideia aplicava-se somente a Paris, onde a ocorrência de crimes nas ruas da cidade era alta. Nenhuma decisão foi tomada até 1783, quando Luís XVI determinou que os condutores de carruagens colocassem um placa metálica com nome e endereço em seus veículos.
No século XIX, várias cidades francesas implementaram sistemas locais de registro para seus veículos de tração animal. Em Lyon, eles tinham de exibir uma placa com identificação numérica para cruzar o Parque da Tête d'Or. Em 1893, tornou-se obrigatória a todos os automóveis e carruagens na França a existência de uma placa com o nome e o endereço do proprietário. Os documentos de registro, conhecidos como carte grise ("cartão cinza"), foram criados em 1899.

### 1901
Em seguida ao rápido desenvolvimento do automóvel no final do século XIX, as autoridades francesas adotaram um sistema de identificação nacional em 1901. A circular de 11 de setembro de 1901 criou um sistema regional e placas veiculares que possuíam três dígitos seguidos por uma letra identificando a região. Em 1899, a agência de mineração foi escolhida para a aprovação dos motores de automóveis e também para a atribuição de novas placas. Por razões práticas, a Agência empregou o sistema regional por ela criado para suas atividades, atribuindo uma letra para cada distrito. Cada distrito reunia até dez departamentos da França. Eles eram usados somente pela agência e não tinham relação alguma com as atuais regiões francesas.
O sistema não oferecia uma grande gama de combinações, mesmo se regiões começassem uma segunda série de três números quando chegassem a 999 com a primeira. A letra identificadora tinha de ser duplicada para mostrar que um determinado pertencia à segunda série. De forma a prevenir qualquer escassez de combinações, três regiões obtiveram uma segunda letra 1904: O para Nancy, K para Poitiers e V para Marselha. As regiões foram autorizadas a iniciar novas séries de três números em 1905. As novas se distinguiam das anteriores com um número entre 2 e 9 adicionado após a letra. O número 1 era provavelmente evitado pela possibilidade de confusão com a letra I. Com uma escassez perene de combinações em Paris, séries de quatro dígitos foram autorizadas na cidade em 1910.
Placas temporárias para veículos à venda foram criadas em 1909. Elas tinham a letra W no lugar do código regional.
| 456 - M; |

| 345 - MM; |

| 634 - T3; |

| Códigos geográficos em uso em 1901 | Códigos geográficos em uso em 1901 | Códigos geográficos em uso em 1901 | Códigos geográficos em uso em 1901 | Códigos geográficos em uso em 1901 | Códigos geográficos em uso em 1901 |
| Código                             | Região                             | Código                             | Região                             | Código                             | Região                             |
| ---------------------------------- | ---------------------------------- | ---------------------------------- | ---------------------------------- | ---------------------------------- | ---------------------------------- |
| A                                  | Alais (atual Alès)                 | B                                  | Bordeaux                           | C                                  | Chalon-sur-Saône                   |
| D                                  | Douai                              | E/G/I/U/X                          | Paris                              | F                                  | Clermont-Ferrand                   |
| H                                  | Chambéry                           | L                                  | Le Mans                            | M                                  | Marselha                           |
| N                                  | Nancy                              | P                                  | Poitiers                           | R                                  | Arras                              |
| S                                  | Saint-Étienne                      | T                                  | Toulouse                           | Y/Z                                | Rouen                              |

### 1919
Em 1919, as regiões foram reorganizadas. Algumas foram extintas, ao mesmo tempo em que outras foram criadas. Depois de sua reversão para a França após a Primeira Guerra Mundial, a Alsácia-Lorena tornou-se a região de Estrasburgo em 1922. Até então, os veículos da região usavam as placas alemãs com o código regional da época: VI.
| Códigos geográficos usados entre 1919 e 1922 | Códigos geográficos usados entre 1919 e 1922 | Códigos geográficos usados entre 1919 e 1922 | Códigos geográficos usados entre 1919 e 1922 | Códigos geográficos usados entre 1919 e 1922 | Códigos geográficos usados entre 1919 e 1922 |
| Código                                       | Região                                       | Código                                       | Região                                       | Código                                       | Região                                       |
| -------------------------------------------- | -------------------------------------------- | -------------------------------------------- | -------------------------------------------- | -------------------------------------------- | -------------------------------------------- |
| A                                            | Alais                                        | B/P/K                                        | Bordeaux                                     | C/H                                          | Lyon                                         |
| D                                            | Douai                                        | E/G/I/U/X                                    | Paris                                        | F                                            | Clermont-Ferrand                             |
| J                                            | Estrasburgo (1922)                           | L                                            | Nantes                                       | M/V                                          | Marselha (a letra V foi retirada após 1921)  |
| N/O                                          | Nancy (a letra O foi retirada após 1920)     | R                                            | Arras                                        | S                                            | Saint-Étienne                                |
| T                                            | Toulouse                                     | Y/Z                                          | Rouen                                        |                                              |                                              |

### 1928
Em 1928, um novo sistema foi adotado para substituir o primeiro. Ele reteve suas características regionais, mas com códigos geográficos ampliados. Sob esse sistema, cada departamento obteve seus próprios códigos com duas letras. Os menos povoados, tais como Cantal e Haute-Loire, receberam apenas um código (respectivamente CZ e JZ), enquanto a maioria dos departamentos recebeu vários. Seine, o mais populoso, recebeu várias dezenas deles.
Os novos códigos não utilizavam as letras I e O (porque eram confundíveis com os números 1 e 0) ou W (reservada para placas provisórias. Também eram evitadas combinações de duas letras que representassem países, tais como GB para o Reino Unido. Blocos de códigos foram alocados para dos departamentos usando em geral a ordem alfabética de seus nomes. O primeiro departamento, Ain, recebeu assim AB, AC, AD, AE, enquanto o último, Yonne, recebeu ZU, ZV, ZY.
Como o sistema durou apenas 22 anos, vários dos departamentos franceses jamais usaram todos os códigos alocados. Isère, por exemplo, teve alocados HK, HL, HM, HN, HP, HQ mas usou somente HK. As placas emitidas após 1928 eram similares às mais antigas, com um a quatro dígitos seguidos pelo código de duas letras. Por sua vez, esse código alfabético poderia ser seguido por um dígito de 1 a 9 com o mesmo propósito do sistema de 1901. O primeiro automóvel registrado em Paris recebeu as placas 1 RB e quando se atingiu 999 RB o veículo seguinte foi registrado como 1 RB1.
Placas temporárias para veículos em trânsito no território francês foram criadas em 1933. Seu código era TT, sem atribuição geográfica. As primeiras emissões de placas diplomáticas ocorreu em 1936. Seu fundo era amarelo-escuro com caracteres brancos. Inicialmente planejado para durar por 75 anos, o sistema foi substituído em 1950. O formato substituinte manteve a estrutura de atribuição geográfica, mas identificando os departamentos através de códigos numéricos em vez de alfabéticos, permitindo maior quantidade de combinações.
| 7857 - BX; |

| 4955 - HK9; |

| 3178 - ZA1; |

| Códigos geográficos usados entre 1928 e 1950 | Códigos geográficos usados entre 1928 e 1950 | Códigos geográficos usados entre 1928 e 1950 | Códigos geográficos usados entre 1928 e 1950 | Códigos geográficos usados entre 1928 e 1950 | Códigos geográficos usados entre 1928 e 1950 | Códigos geográficos usados entre 1928 e 1950 | Códigos geográficos usados entre 1928 e 1950 | Códigos geográficos usados entre 1928 e 1950 | Códigos geográficos usados entre 1928 e 1950 |
| Código                                       | Região                                       | Código                                       | Região                                       | Código                                       | Região                                       | Código                                       | Região                                       | Código                                       | Região                                       |
| -------------------------------------------- | -------------------------------------------- | -------------------------------------------- | -------------------------------------------- | -------------------------------------------- | -------------------------------------------- | -------------------------------------------- | -------------------------------------------- | -------------------------------------------- | -------------------------------------------- |
| AB - AE                                      | Ain                                          | AF - AM                                      | Aisne                                        | AN - AQ                                      | Allier                                       | AR                                           | Baixos Alpes                                 | AS                                           | Altos Alpes                                  |
| AT - AU                                      | Ardèche                                      | AV - AY                                      | Ardenas                                      | AZ                                           | Ariège                                       | BA - BM                                      | Alpes Marítimos                              | BN - BS                                      | Aube                                         |
| BT - BV                                      | Aude                                         | BX - BY                                      | Aveyron                                      | BZ                                           | Território de Belfort                        | CA - CR                                      | Bocas do Ródano                              | CT - CY                                      | Calvados                                     |
| CZ                                           | Cantal                                       | DB - DF                                      | Charente                                     | DG - DM                                      | Charent Inferior                             | DN - DQ                                      | Cher                                         | DR - DS                                      | Corrèze                                      |
| DT                                           | Córsega                                      | DU - DZ                                      | Costa do Ouro                                | EA - EC                                      | Costas do Norte                              | ED - EF                                      | Creuse                                       | EG - EI                                      | Dordonha                                     |
| EK - ER                                      | Doubs                                        | ES - EZ                                      | Eure                                         | FA - FD                                      | Drôme                                        | FE - FH                                      | Eure e Loir                                  | FJ - FM                                      | Finisterra                                   |
| FN - FR                                      | Gard                                         | FS - FX                                      | Alto Garona                                  | FY - FZ                                      | Gers                                         | GA - GN                                      | Gironde                                      | GP - GU                                      | Hérault                                      |
| GV - GZ                                      | Indre e Vilaine                              | HA - HC                                      | Indre                                        | HD - HJ                                      | Indre e Loire                                | HK - HQ                                      | Isère                                        | HR - HT                                      | Jura                                         |
| HU - HV                                      | Landes                                       | HX - HZ                                      | Loir e Cher                                  | JA - JF                                      | Loire                                        | JG                                           | Alto Loire                                   | JH - JN                                      | Loire Inferior                               |
| JP - JS                                      | Loiret                                       | JT - JU                                      | Lot                                          | JV - JY                                      | Lor e Garona                                 | JZ                                           | Lozère                                       | KA - KE                                      | Maine e Loire                                |
| KF - KH                                      | Mancha                                       | KJ - KP                                      | Marne                                        | KQ - KR                                      | Alto Marne                                   | KS - KT                                      | Mayenne                                      | KU - KZ                                      | Meurthe e Mosela                             |
| LA - LD                                      | Meuse                                        | LE - LG                                      | Morbihan                                     | LH - LN                                      | Mosela                                       | LP - LQ                                      | Nièvre                                       | LS - LZ                                      | Oise                                         |
| MB - MV                                      | Norte                                        | MX - MZ                                      | Orne                                         | NA - NG                                      | Pas-de-Calais                                | NH - NK                                      | Puy-de-Dôme                                  | NM - NR                                      | Baixos Pirenéus                              |
| NS                                           | Altos Pirenéus                               | NT - NU                                      | Pirenéus Orientais                           | NV - NZ                                      | Baixo Reno                                   | PB - PD                                      | Alto Reno                                    | PF - PZ                                      | Ródano                                       |
| QA - QC                                      | ALto Sona                                    | QD - QH                                      | Sona e Loire                                 | QJ - QM                                      | Sarthe                                       | QN - QP                                      | Saboia                                       | QR - QT                                      | Alta Saboia                                  |
| QU - QZ                                      | Sena e Marne                                 | RB - VZ                                      | Sena                                         | XA - XK                                      | Seine Inferior                               | XL - XN                                      | Deux-Sèvres                                  | XP - XU                                      | Somme                                        |
| XV - XZ                                      | Tarn                                         | YA - YR                                      | Sena e Oise                                  | YS - YT                                      | Tarn e Garona                                | YU - YZ                                      | Var                                          | ZA - ZD                                      | Valclusa                                     |
| ZE - ZG                                      | Vendeia                                      | ZH - ZK                                      | Viena                                        | ZL - ZP                                      | Alto Viena                                   | ZQ - ZT                                      | Vosgos                                       | ZU - ZY                                      | Yonne                                        |

## Territórios ultramarinos

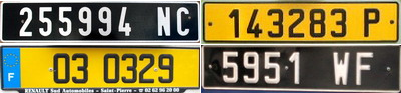
Da esquerda para a direita, de cima para baixo: placas da Nova Caledônia, Polinésia Francesa, Ilhas Kerguelen e Wallis e Futuna.

Os territórios de ultramar franceses não compartilham do sistema francês, diferentemente dos departamentos ultramarinos. Os territórios de ultramar possuem diversos status e desfrutam de maior autonomia. São eles: Polinésia Francesa, São Pedro e Miquelão, Wallis e Futuna, São Martinho, São Bartolomeu, Nova Caledônia, as Terras Austrais e Antárticas Francesas (TAAF) e a Ilha de Clipperton.

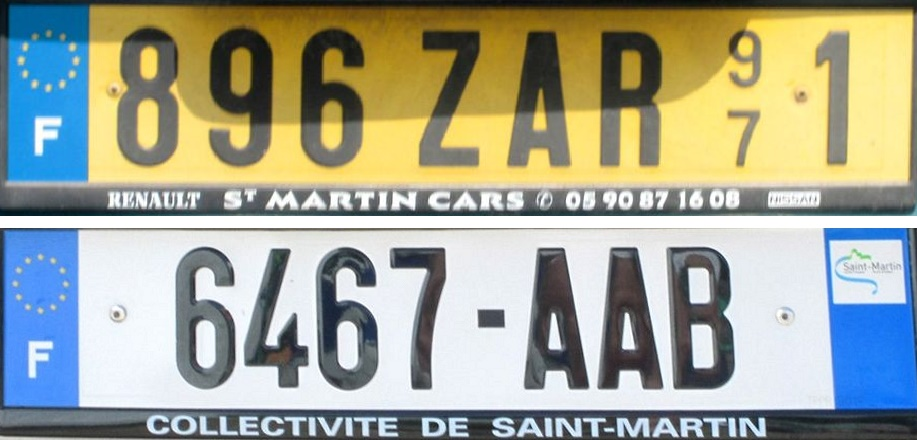
Duas placas de Saint Martin. A de cima é da época na qual a ilha fazia parte de Guadalupe (971).

- São Pedro e Miquelão: placa dianteira branca e placa traseira amarela com caracteres pretos. Contêm a sigla SPM seguida por um a três dígitos e uma letra. SPM 999 A
- São Bartolomeu: placa dianteira branca e placa traseira amarela com caracteres pretos. Contém três dígitos e uma letra. 999 A
- São Martinho: placas brancas. Contém quatro dígitos, um traço e três letras. 9999 - AAA
- Nova Caledônia: placa dianteira branca e placa traseira amarela com caracteres pretos ou placas pretas com letras prateadas. Contêm um a seis dígitos seguidos pelas letras NC. 999999 NC
- Polinésia Francesa: placa dianteira branca e placa traseira amarela com caracteres pretos ou placas pretas com letras prateadas. Um a seis dígitos seguidos pela letra P. 999999 P
- Terras Austrais e Antárticas Francesas: dois dígitos indicando o ano no qual o veículo foi fabricado, seguido pelos quatro últimos dígitos do sequencial do veículo. Placas são utilizadas apenas nas Ilhas Kerguelen e são importadas de Reunião. Consistem em placas francesas regulares: brancas, com caracteres pretos, a eurobanda, o código numérico e o logotipo da região.99 9999
- Wallis e Futuna: placa dianteira branca e placa traseira amarela com caracteres pretos ou placas pretas com letras prateadas. Contêm um a quatro dígitos seguidos por WF. 9999 WF

## Códigos diplomáticos (anteriores a 2009)[15]
| Código | País/Instituição                         | Código | País/Instituição                            | Código | País/Instituição                          |
| ------ | ---------------------------------------- | ------ | ------------------------------------------- | ------ | ----------------------------------------- |
| 4      | Argélia                                  | 5      | Alemanha                                    | 6      | Estados Unidos                            |
| 7      | Egito                                    | 9      | Argentina                                   | 11     | Áustria                                   |
| 12     | Bélgica                                  | 16     | Brasil                                      | 20     | Camarões                                  |
| 26     | China                                    | 28     | Colômbia                                    | 36     | Dinamarca                                 |
| 40     | Espanha                                  | 43     | Gabão                                       | 45     | Reino Unido                               |
| 46     | Grécia                                   | 53     | Índia                                       | 54     | Indonésia                                 |
| 59     | Israel                                   | 60     | Itália                                      | 62     | Japão                                     |
| 63     | Jordânia                                 | 67     | Líbano                                      | 76     | Marrocos                                  |
| 77     | Mauritânia                               | 78     | México                                      | 91     | Peru                                      |
| 93     | Polónia                                  | 94     | Portugal                                    | 96     | Roménia                                   |
| 100    | Senegal                                  | 105    | Suíça                                       | 113    | Tunísia                                   |
| 114    | Turquia                                  | 115    | Rússia                                      | 120    | Iugoslávia                                |
| 180    | Eritreia                                 | 415    | União Europeia                              | 416    | CEEA/Euratom                              |
| 433    | Organização Internacional da Francofonia | 434    | Escritório Internacional de Pesos e Medidas | 435    | Laboratório Europeu de Biologia Molecular |